# Petrus Apus Bogner
Petrus Apus Bogner, magyaros írásmóddal Bogner Péter (? – Brassó, 1591. július 28.) egyházi s világi jogász, evangélikus lelkész.

## Élete
Előbb a bölcselet-, orvos- és széptudományokat, majd jogtudományt s végül teológiát tanult. Meglátogatta Franciaországot, Angliát és Olaszországot, és tizennégy évig tartózkodott külföldön, az ottani híresebb iskolákat látogatva; Párizsban hat évig a szépművészeteket, bölcseletet és orvosi tudományokat hallgatta; ezeket folytatta Orléans, Bourges, Poitiers és Anjouban; végül nyolc évet a jogtudományoknak szentelt, Angliában és Olaszországban (Padova, Bologna, Pisa, Siena, Róma s Ferrara) a leghíresebb jogtudósok előadásait hallgatta, s a legfőbb méltóságot mindkét jogból Ferrarában 1564. szeptember 30-án kelt oklevéllel nyerte el. Hazájába visszatérvén városi tanácsos lett Brassóban és lector az iskolánál; egyúttal a gyakorlati gyógyászatban is sikeres tevékenységet fejtett ki. A brassói lelkész Mellenbrieger Jakab halála után (1572. november 13.) a hitközség őt választotta annak helyére.

## Munkái
- Tröstliche Gebete wider die Türken. Kronstadt, 1586. és 1594.
- Kéziratban: Apologia synodo Medjeschini d. 20. Maji 1573. exhibita, melyben változatos életpályáját írta le.